# Voetbal International
Voetbal International (VI) is een Nederlands voetbaltijdschrift met een wekelijkse (betaalde gerichte) oplage van 27.590 exemplaren. 

## Algemeen
Het tijdschrift bestaat sinds augustus 1965 en is daarmee het langstlopende voetbaltijdschrift van Nederland. Voetbal International ontstond op initiatief van journalist Cees Roozemond, die er samen met de directeur van het socialistische dagblad Het Vrije Volk in slaagde om geldschieters voor het blad te vinden. Het project werd daarbij ten dele overgedragen aan N.V. De Weekbladpers in Amsterdam, die een marktonderzoek liet verrichten waaruit bleek dat er inderdaad behoefte bestond aan een opiniërend weekblad over voetbal. Op de eerste dag van het voetbalseizoen 1965-1966 werd Voetbal International ten doop gehouden. Het blad verscheen aanvankelijk op tabloidformaat. Het omslagverhaal van het allereerste nummer (verkoopprijs: 55 cent) ging over Piet Kruiver. PXR is de huidige uitgeverij van VI. Het blad heeft een betaalde oplage van 27.590 exemplaren.
Johan Derksen was sinds 2000 hoofdredacteur en, sinds het vertrek van Cees van Cuilenborg in 2008, ook creatief directeur. Op 1 augustus 2013 ging Derksen met pensioen, zijn opvolgers werden Thijs van Veghel en Tom van Hulsen, waarbij Van Veghel zich vooral richtte op de online activiteiten. Tot en met juli 2015 was Van Veghel hoofdredacteur, daarna werd hij hoofd digitale media. Algemeen directeur van VI was van 1 september 2008 tot medio 2013 Dick Holstein, als opvolger van Cees van Nijnatten, die bijna veertig jaar in dienst was. Medio 2013 vertrok Holstein, ad-interim directeur van het blad is nu Carolina Pruis. Eind november 2015 stopte Tom van Hulsen, na verschil van inzicht met uitgever en directie over de te volgen weg, als hoofdredacteur en verliet VI, waarmee een einde kwam aan een ruim 23-jarig dienstverband.
Eind februari 2016 werd bekendgemaakt dat Christiaan Ruesink, op dat moment hoofdredacteur van het Algemeen Dagblad, per 1 mei hoofdredacteur werd bij Voetbal International.
Ultimo november 2017 kwam de mededeling dat Ruesink, na twee reorganisaties geleid te hebben, VI verlaat met als verklaring: "De ambities van Ruesink en die van VI passen niet langer bij elkaar".
Begin september 2018 werd een nieuwe hoofdredactie aangesteld bestaande uit een driemanschap.
In juli 2019 nam Digital Enterprises het voetbalplatform VI over van WPG Uitgevers. De redactie van VI overwoog rondom de overname juridische stappen tegen het moederbedrijf WPG Uitgevers. Het gebrek aan affiniteit en ervaring in het uitgeven van bladen bij Digital Enterprises was hiervoor de belangrijkste reden. Door de overname van VI versterkte Digital Enterprises haar positie als uitgever op het gebied van sport. In haar portfolio zaten al de mediaplatforms Voetbalprimeur en GPblog. In oktober 2022 ging Digital Enterprises op in het mediabedrijf PXR.
In maart 2023 bevestigt VI dat een deel van de wedstrijdverslagen inmiddels geschreven wordt door robots. Een geschreven wedstrijdverslag "wordt automatisch gegenereerd op basis van de data van Opta". Bij buitenlandse wedstrijden legt het verslag automatisch focus op Nederlandse spelers. Hiermee wordt mede invulling gegeven aan de strategie om meer content te produceren voor digitale platforms zoals "internet, podcast, Twitter en het eigen tv-kanaal". Dit gaat gepaard met een ontwikkeling op de redactie waarbij ervaren wordt dat "de tijd voor grondig onderzoek minder is geworden."

## Oplagecijfers
Totaal betaalde gerichte oplage volgens HOI, Instituut voor Media Auditing en Nationaal Onderzoek Multimedia:
- 1970: 105.272
- 1985: 176.231
- 1990: 198.253
- 1995: 209.286
- 2000: 188.209
- 2004: 173.946[9]
- 2006: 167.463[10]
- 2007: 169.420[11]
- 2011: 155.491[12]
- 2012: 140.328[13]
- 2013: 127.139
- 2014: 115.956
- 2016: 85.445
- 2017: 69.197
- 2018: 57.463
- 2019: 50.006
- 2020: 41.993
- 2021: 37.668[14]
- 2022: 33.752[15]
- 2023: 30.433[16]
- 2024: 28.312[17]
- 2025 Q1: 27.590[18]

## Inhoud

### Rubrieken
Het tijdschrift bevat een vaste volgorde van rubrieken:
- 't Wereldje: Korte humoristische berichten van de hele afgelopen week
- Actueel: Actueel verhaal over de zaken rondom een club
- De wedstrijd: Korte samenvatting in berichtgeving over de belangrijkste wedstrijd van de week
- Internationaal: Gegevens uit de buitenlandse competities: uitslagen, standen en feiten
- Abonnee: Een interview met een lezer

Vaak bevat het blad ook een artikel met allerlei statistische gegevens.

### Columns
Daarnaast bevat het blad columns van zowel één vaste VI-werknemer alsmede een vaste column van Nico Dijkshoorn.

## Specials
VI geeft naast het reguliere weekblad, dat elke woensdag verschijnt, jaarlijks seizoensgidsen uit. Voor aanvang van elk seizoen brengt het de seizoensgids van het Nederlandse voetbal uit, met wedstrijdprogramma's en informatie over teams en spelers. Enkele jaren bracht VI ook een seizoensgids voor toplanden en topamateurs uit; de laatste editie verscheen in 2007. In de seizoensgids voor het seizoen 2010-2011 waren de gegevens van alle 32 Nederlandse topklassers geïntegreerd in de reguliere seizoensgids. Met ingang van het seizoen 2014-2015 is dat niet meer het geval. 
Sinds 2024 wordt deze seizoensgids 
niet meer voor aanvang van het seizoen uitgegeven, maar een maand later, op het moment dat de transfermarkt gesloten is en de selecties van alle clubs compleet zijn. Op deze manier kunnen alle mutaties van de maand augustus nog worden verwerkt. Op deze manier is de seizoensgids het hele seizoen actueel. Als alternatief wordt daarom voor aanvang van het seizoen een extra dik bewaarnummer uitgegeven met daarin de huidige selecties.

## Medewerkers

### Hoofdredacteuren
- 1965–1966: Cees Roozemond
- 1966–1967: Bert Corporaal
- 1967–1968: Jan Liber
- 1968–1969: Theo Weening
- 1969–1984: Joop Niezen
- 1984–2000: Cees van Cuilenborg
- 2000–2013: Johan Derksen
- 2013–2015: Thijs van Veghel
- 2013–2015: Tom van Hulsen
- 2015–2016: Yoeri van den Busken
- 2016–2017: Christiaan Ruesink
- 2017–2018: Dennis van Luling
- 2017–2019: Taco van den Velde
- 2017–2024: Peter Wekking[19]
- 2018–0000: Pieter Zwart
- 2020–0000: Freek Jansen[20]

### Creatief directeuren
- 1966–1984: Joop Niezen
- 1984–2008: Cees van Cuilenborg
- 2008–2013: Johan Derksen
- 2016–2017: Christiaan Ruesink

### Verslaggevers
- Kees van den Berg (1966–1979)
- Stef de Bont (2010–2024)
- Hugo Borst (1985–1991)
- Yoeri van den Busken (2008–2017)
- Cees van Cuilenborg (1969–2008)
- Geert Jan Darwinkel (1989–2005)
- Johan Derksen (1977–2014) *
- Iwan van Duren (2002–2023)
- Michel van Egmond (2008–2014, 2020–)
- Wilfred Genee (2008–2011)
- Tijani Goullet (1998)
- Jeroen Grueter (1992–1994)
- Tom van Hulsen (1992–2015) **
- Kees Jägers (1968–1973)
- Freek Jansen (2007–2019, 2020–)
- Kees Jansma (1977–2004, 2020–2021)
- Tom Knipping (2001–)
- Martijn Krabbendam (1997–)
- Ted van Leeuwen (1994–2002)
- Jan Liber (1967–1968)
- Anton Lippold (2004–2016)
- John Linse (1972–1984)
- Bert Nederlof (1973–2011)
- Joop Niezen (1966–1984)
- Süleyman Öztürk
- Annemarie Postma (2016–2018)
- Wim Raucamp (1977–1997, 2005–2008)
- Emile Schelvis (1984–1990)
- Thijs Slegers (1998–2015)
- Bob Spaak (1965)
- Thijs van Veghel (2008–2017)
- Taco van den Velde (1995–2019)
- Frank Vermeulen (1998)
- Peter Wekking (1991–2024)
- Ron Westerhof (1979–1998, 2008–2017)
- Maarten Wijffels (1998–2001)
- Simon Zwartkruis (2008–)

(*) Johan Derksen schreef voor zijn indiensttreding bij VI in 1977 al onder de pseudoniemen Gerrit Westers en Freek Zoontjes voor het blad. (**) Tom van Hulsen verliet in 1996 VI enkele weken om in dienst te treden bij sportzender Sport7, maar nadat deze zender stopte met uitzenden keerde hij enkele weken later terug bij het magazine.

### Columnisten
- Nico Dijkshoorn (2009–)
- Michel van Egmond
- René van der Gijp (ghostwriter: Michel van Egmond (2011–2014)
- Frank Heinen (2020–)
- Hans Kraay jr. (2024–)

## Televisieprogramma

### 2008–2015
In 2008 werd VI sponsor van het televisieprogramma Voetbal Insite, dat vervolgens onder de naam Voetbal International doorging. Het televisieprogramma won op 21 oktober 2011 de Gouden Televizier-Ring voor het beste televisieprogramma. In januari 2015 werd bekend dat de samenwerking tussen het voetbalblad en het programma vanaf seizoen 2015/16 werd verbroken. Het programma ging hierdoor verder onder de naam Voetbal Inside.

### 2016–2017
In 2016 werd het televisieprogramma Voetbal International in een ander format gelanceerd op de televisiezender KPN Presenteert, gepresenteerd door onder meer Nico Dijkshoorn.